# Ralf Agolli
Ralf Agolli (* 23. April 1961 in Essen) ist ein deutscher Fußballtrainer. Er trainierte bis zum 11. Mai 2010 den Frauen-Bundesligisten SG Essen-Schönebeck.

## Karriere
Während seiner aktiven Laufbahn war Agolli Oberligaspieler bei Schwarz-Weiß Essen. Gegen Ende seiner Spielerkarriere war er Spielertrainer beim SV Kray 04, als ihn der Trainer der SG Essen-Schönebeck mehrmals bat, ihn dort zu vertreten. Überrascht von den technischen Fähigkeiten und der Begeisterung der Spielerinnen, übernahm Agolli Anfang 2001 die Mannschaft und führte sie auf Platz zwei der Regionalliga West. Nachdem 2003 der Abstieg knapp verhindert wurde, strebte der Verein für die folgende Saison die Qualifikation für die neu geschaffene 2. Bundesliga an. Mit vielen Verstärkungen vom Nachbarn FCR 2001 Duisburg führte Agolli die Mannschaft zur Meisterschaft und zum Aufstieg in die Bundesliga. Nachdem die SG Essen-Schönebeck in der Saison 2009/2010  nur mit Mühe und erst am letzten Spieltag den Klassenerhalt in der Frauen-Bundesliga schaffte, einigten sich Verein und Agolli am 11. Mai 2010 einvernehmlich darauf, seinen Vertrag aufzulösen. Zurzeit trainiert er den Essener Bezirksligisten SV Kray 04.

## Erfolge
- Meister der Regionalliga West 2004
- Aufstieg in die Bundesliga 2004